# Стовбовата
Стовбова — річка у Бобринецькому та Новобузькому районі Кіровоградської та Миколаївської областей, ліва притока Інгулу (басейн Південного Бугу).

## Опис
Довжина річки 15  км., похил річки — 3,1 м/км. Формується з декількох безіменних струмків та багатьох водойм. Площа басейну 114 км².

## Розташування
Стовбова бере початок з водойми північно-західної околиці села Бореславки. Тече переважно на південний схід у межах села Степівки та понад селами Миролюбівка та Новогригорівка. На півночі від села Розанівка впадає у річку Інгул, ліву притоку Південного Бугу.
Гирло річки знаходиться в зоні регіонального ландшафного парку «Приінгульський».